# Mertzon
Mertzon är administrativ huvudort i Irion County i Texas. Orten har fått sitt namn efter en järnvägsdirektör. Enligt 2010 års folkräkning hade Mertzon 781 invånare.